# 783 Nora
783 Nora је астероид главног астероидног појаса. Приближан пречник астероида је 40,02 ,
а средња удаљеност астероида од Сунца износи 2,343 астрономских јединица (АЈ).
Инклинација (нагиб) орбите у односу на раван еклиптике је 9,327 степени, а орбитални период износи 1310,114 дана (3,586 године). Ексцентрицитет орбите астероида износи 0,228.
Апсолутна магнитуда астероида износи 10,60 а геометријски албедо 0,063.
Астероид је откривен 18. марта 1914. године.